# نادي آريما كرونوس
نادي آريما كرونوس لكرة القدم (باللغة إندونيسية:Arema Indonesia) هو نادي كرة قدم إندونيسي ومقره مدينة مالانج، جاوة الشرقية. وهو من بين أنجح الفرق الإندونيسية وأكثرها شعبية. يلعب حاليا في الدوري الإندونيسي الممتاز وعلى ملعب غاجايانا. تأسس النادي في 11 أغسطس 1987.